# Тнува
Тнува (івр. תנובה) — ізраїльський харчовий концерн, найбільший виробник молочних продуктів. Заснована в 1924 році  як кооператив кібуців. В 2008 році продана інвесторам на чолі із фондом Apax. В 2015 році Apax прдав свою частину (56 %)  китайській Bright Food.